# Ефтим Манев
Ефтим Манев (на македонска литературна норма: Ефтим Манев) е поет и преводач от Република Македония.

## Биография
Роден е през 1931 година в Кавадарци, тогава в Югославия. Работи като уредник в издателската къща „Македонска книга“ и на списанието „Современост“. Член е на Дружеството на писателите на Македония от 1967 година. Умира в 2010 година.